# Semnosoma osorno
Semnosoma osorno är en mångfotingart som först beskrevs av Chamberlin 1957.  Semnosoma osorno ingår i släktet Semnosoma och familjen Dalodesmidae. Inga underarter finns listade i Catalogue of Life.